# 悪魔城ドラキュラ (X68000版)
『悪魔城ドラキュラ』（あくまじょうドラキュラ）は、コナミから1993年7月23日に発売されたX68000用ソフトのアクションゲーム。悪魔城ドラキュラシリーズとしては『悪魔城ドラキュラ (MSX2)』に続くパソコン用タイトル。
シリーズ第1作『悪魔城ドラキュラ』（FC版）のゲームシステムを継続しつつ、ステージ構成、トラップ、ボスキャラ、BGMなどの要素をX68000の機能を使って演出面がリメイクされた。
X68000でのコナミ最後の作品となった本作は、X68000専門雑誌「Oh!X」において、1993年度GAME OF THE YEARゲーム大賞を始め、グラフィック、音楽、プログラミング技術の各部門賞を受賞した。
2001年5月24日に、『悪魔城年代記 悪魔城ドラキュラ』（キャッスルヴァニアクロニクル あくまじょうドラキュラ、英題: Castlevania Chronicles）として、プレイステーションにアレンジモードが追加されパッケージイラストなどもアレンジされて移植された。

## システム
「悪魔城ドラキュラ」項のシステム説明や登場キャラクターの節も参照。
システムはステージクリア型の2D横視点スクロールアクション。主人公シモン・ベルモンドを操って、悪魔城を攻略し魔力の玉を取りドラキュラを倒すことが目的となる。シモンのメイン武器はムチ。その他、アイテムを取ると使えるようになる短剣や斧といった便利で強力なサブウェポンがある。アイテムやサブウェポンは基本的に『悪魔城ドラキュラ』（FC版）を踏襲している。
シモンの操作はファミコン版とほぼ同じであるが、本作ではジャンプ中の鞭の真下打ちと斜め下打ちが可能となっており、サブウェポンには回復アイテムが加わっている。悪魔城内は8つのブロックから成り、1ブロックは3つのステージに分割されている。ゲームクリアするとエンディング後に難易度の上がった2周目に突入し、その後も何度でもループする。2周目以降は、敵の出現数が増えるだけでなくボスの攻撃頻度が多くなったりトラップが難しくなったりする。難易度は6周目まで上がり、それ以降は変わらなくなる。6周目では、女神像の血の涙が鼻血になっていたり、割れる鏡に落書きがあったりなど背景に遊びも見られる。敵の攻撃1回で減少するライフ量は1周目のブロック1では2、ブロック2では3、ブロック3以降と2周目以降は4となる。
本作ではCPUの処理速度を検出し、速度に応じてソフトウェア回転処理の精度を変える等の処理も行われ、上位機種のX68030やオーバークロックを行った本体では、中庭の噴水、時計塔の歯車、ドラキュラ伯爵の塔の炎などの動きが滑らかに描画される。また、時計台の大時計の時刻はX68000の内部時計に連動しており、死神直前のはがれる壁の絵も同様に現実の春夏秋冬によって変化する。
BGMは、X68000内蔵音源（FM音源8音 + ADPCM1音）か、MIDI音源（MIDI機器接続必要）を選べる。MIDIはローランドMT-32などのLA音源とSC-55などのGS音源に対応（裏技でGM音源にも対応）している。これらの音源ごとにそれぞれ曲のアレンジも違う。

## 開発
本作はプログラマー2人（上田・古屋）デザイナー2人（伊藤・矢田）の4人のみのプロジェクトで開発され、少人数なのでデザイナーでも企画やスケジュール管理など色々やっていたという。
本作のディスク内のドキュメントには、開発チーム全員がX68000での開発は初めてだったことや、テストプレイを行った開発者達の「難しい」「慣れればノーコンティニューで1周できる」といった感想、開発者が同じスーパーファミコンの『アクスレイ』の宣伝、作曲者の中村・小林にとってコナミ入社後のデビュー作である、などといった内容の開発スタッフのコメントが記載されている。
「Oh!X」での開発者インタビューでは、最初のファミコンの悪魔城ドラキュラが一番良かったと思っていたのでそれを踏襲して作ったことや、6周目の遊び背景などの部分について、開発者各々が勝手に入れてしまったギミックで実装については情報を共有しておらず、マスターアップ前に各々自白の上、問題あるものは除去したことなどが語られている。

### スタッフ
- スーパーバイザー：YAMADA（山田善朗）
- ディレクター：H.'AXELAY' UEDA（上田英生）
- アルゴリズムデザイン：H.'AXELAY' UEDA、M.FuRuRu（古屋学）
- ビジュアルデザイン：Ito chan（伊藤広之）、YADA BON（矢田凡成）
- サウンドデザイン：SHIN CHAN、JIGOKUGURUMA NAKAMURA（中村圭三）、DEVI KOBAYASHI（小林でび）
- パッケージデザイン：SATOH INUKUN

## 関連商品
本作と同年の1993年に発売されたサウンドトラックCD『MIDI POWER X68000 COLLECTION Ver.3.0』には、GS音源版BGMのみが収録された。内蔵音源版とLA音源版は長らくCD化されていなかったが、2001年発売の『悪魔城年代記 悪魔城ドラキュラ オリジナルサウンドトラック』に年代記アレンジモード版、GS音源版とともに収録された。

## 悪魔城年代記 悪魔城ドラキュラ
2001年5月24日に発売された、上記X68000版『悪魔城ドラキュラ』のプレイステーションへのアレンジモードが追加されパッケージイラストなどもアレンジされた移植作品。

### 概要（悪魔城年代記）
X68000版オリジナルモードの他に、難易度を下げてBGMや一部グラフィックをアレンジしたアレンジモードも収録している。移植はアクセスが担当し、パッケージイラスト及びアレンジモードのシモンとドラキュラのキャラクターデザインは小島文美、アレンジモードのBGMアレンジャーは藤森崇多で、本作より悪魔城ドラキュラシリーズのプロデュースは五十嵐孝司（IGA）が担当するようになった。なお、メッセサンオーでは予約購入特典としてオリジナルテレカが付いた。
当時インターネットでの移植希望アンケートでドラキュラシリーズの移植を希望する人が多かった為、X68000版も含めて物語や歴史をまとめたい経緯から企画が決まった。しかし、結局この年代記はシリーズ化されず、一作のみで終わった（後に別のタイトル名のリメイク移植作としては『Xクロニクル』も出ている）。
本作はたまにBGMの音飛びが発生し、コナミは修正版を出したが、修正版でも別の箇所で音飛びしてしまうことがあった。修正版では他に細かい移植ミスも修正された。また、コナミ ザ・ベスト廉価版の発売が2001年11月22日に2940円で予定されていたが、結局中止された。

### オリジナルモード
当時好評だったX68000版をほぼ忠実に再現しており、X68000版でクリア後に2周目以降が続けられ6周目に隠されていたお遊び要素も再現されているが、X68000とのモニター画面比率の違いの関係で画面上部のステータス部分の背景が真っ黒でなく半透明だったり、X68000の内部時計に連動していた演出が固定されていたりなど異なる点もある（これらは裏技で現れる隠しOPTIONで変更可能だが、上部ステータス部を黒背景にしてもその分X68000版より画面表示が狭くなる）。X68000版のディレクター兼メインプログラマーだったHideo Uedaが「オリジナルモードでも微妙に改善されている所もある」と本作の攻略本で述べているように、一部の敵の配置や動き、当たり判定、隠しアイテムの出し方が違うなど、ゲームバランスは完全には再現されていない。エンディングのスタッフロールのスタッフ名もX68000版とは異なる部分がある。
音源はプレイ開始時に選択可能で、X68000内蔵音源・CM-64（LA音源）・SC-55/CM-300（GS音源）の3種類から選べる。

### アレンジモード
ゲーム自体はオリジナルモードと同じであるが、以下の点がアレンジされている。
OPTIONで難易度、プレイヤー残数、タイムリミットの設定等を変更可能。オリジナルモードに比べて、ダメージを受けたときのライフ減少が少なくなっていたり、ダメージを受けても後ろに飛ばされず真上に飛んだりと、難易度が下がっている。
BGMは新たにアレンジされており（ファイルロードがないので「LOAD BGM」だけはリアレンジされていない）、シモンが鞭を振る効果音も変更されている（BGMは裏技でX68000版音源も選択可能）。
グラフィック関連でのオリジナルモードとの違いは、シモンとドラキュラのデザインが変更されている、オープニングとエンディングがCGムービーに差し替えられている、エンディングのスタッフロール画面が異なる（スタッフロールはクレジットされているスタッフもオリジナルモードとは異なる）、ステージ間に表示される悪魔城見取り図が新規に描き起こされている、などであり、その他のゲームグラフィック全般はオリジナルモードと同じ。
なお、一度アレンジモードをクリアすると、各ステージのクリアタイムを競うタイムアタックモードが追加される。

### スタッフ（悪魔城年代記）
下記はアレンジモードでのスタッフクレジット。オリジナルモードでのスタッフクレジット（移植元の先述のX68000版オリジナルスタッフから年代記の時点でコナミ退社していた人の名は年代記アレンジスタッフに差し替えられている）は別になっている。
- プロデューサー：IGA（五十嵐孝司）
- ディレクター：馬先正之
- プログラム：Koji Kojima、三間規公、Shunsuke Suzuki、Nobuaki Kimura、Nobuo Sato
- グラフィック：Toshiharu Owa Furukawa（古川敏治）、Tadao Nomura、Tomomichi Suzuki、Fumio Kawai、Hiroyuki Kanazawa
- キャラクターデザイン・イラストレーション：小島文美
- CGムービー：辻本厚至、丸山隆司、Naomi Hara、村上貴英
- ミュージック・アレンジメント：藤森崇多、飯塚博
- プロダクトデザイン：所美智子
- プロダクトマネジメント：萩原徹、原田昌亮、Hiroshi Katayama、佐藤将弘、Tatsuhiko Urushihara
- エグゼクティブプロデューサー：石塚通弘

### 関連商品
- 『悪魔城年代記 悪魔城ドラキュラ オリジナルサウンドトラック』コナミデジタルエンタテインメント、2001年5月23日
- 『悪魔城年代記 悪魔城ドラキュラ 公式ガイド』（公式ガイドシリーズ）NTT出版、2001年8月29日、ISBN 9784757180994